# Die Hard 2
Die Hard 2 és una pel·lícula estatunidenca del 1990 dirigida per Renny Harlin i protagonitzada per Bruce Willis. El guió fou escrit per Steven E. de Souza i Doug Richardson, adaptant la novel·la de Walter Wager 58 Minutes. La novel·la té la mateixa premissa, però en varia lleugerament: un policia ha d'aturar uns terroristes que prenen un ostatge en un aeroport mentre l'avió en què viatja la seva dona vola per sobre. Té 58 minuts per fer-ho abans que l'avió s'estavelli. Roderick Thorp, que escrigué la novel·la Nothing Lasts Forever, en què es basava la primera pel·lícula, Die Hard, fou acreditat per la creació de "certs personatges originals".
La pel·lícula és la segona entrega de la sèrie Die Hard, i està seguida per Die Hard: With a Vengeance (1995), Live Free or Die Hard (2007) i A Good Day to Die Hard (2013).

## Argument
A l'aeroport de Washington DC queden 58 minuts exactament abans de l'aterratge de l'avió del general Ramon Esperanza a l'Aeroport Internacional de Washington-Dulles. El general ha de ser portat davant la justícia americana per tràfic d'estupefaents. Un cop a terra, un grup de terroristes, dirigits pel coronel Stuart, fa parar boges les autoritats tot tallant les comunicacions entre la torre de control i els avions en vol per tal de planejar la fugida de l'Esperanza. Però es troben amb un gran imprevist quan el policia John McClane apareix en escena per aigualir-los els plans.

## Repartiment
- Bruce Willis: tinent John McClane
- Bonnie Bedelia: Holly Gennaro McClane
- Art Evans: Leslie Barnes, director de comunicacions de Dulles
- Dennis Franz: capità Carmine Lorenzo, el cap de la policia de l'aeroport de Dulles
- Reginald VelJohnson: sergent Al Powell
- William Atherton: Richard "Dick" Thornburg
- Fred Thompson: Trudeau, cap d'operacions de Dulles
- Tom Bower: Marvin, el conserge
- Shelia McCarthy: Samantha "Sam" Coleman, una reportera
- Colm Meaney: el pilot de l'avió de Windsor Airlines
- Robert Costanzo: sargent Vito Lorenzo, el germà de la Carmine

### Els terroristes
- William Sadler: coronel Stuart, un coronel de l'exèrcit dels Estats Units que encapçala els mercenaris
- Franco Nero: general Ramon Esperanza, el cap de la droga il·legal i dictador del país fictici Val Verde
- John Costelloe: sergent Oswald Cochrane
- Mark Boone Junior: Shockley
- Robert Patrick: O'Reilly
- Mick Cunningham: Sheldon
- Ken Baldwin: Mulkey
- Peter Nelson: Thompson
- Tony Ganios: Baker
- John Leguizamo: Burke
- Don Harvey: Garber, el segon en cap després del coronel Stuart
- Tom Verica: Kahn
- Vonsie Curtis-Hall: Miller
- John Amos: Mayor Grant, el líder del Comandament d'Operacions Especials dels Estats Units

## Producció i promoció
Die Hard 2 fou la primera pel·lícula a utilitzar seqüències d'acció en viu formades digitalment amb un tradicional matte painting que havia estat fotografiat i escanejat en un ordinador. Fou emprat per a l'última escena, que tingué lloc en una pista d'aterratge.
Un dels escriptors del guió, Steven E. de Souza, més endavant admeté en una entrevista per al llibre Action Speaks Lauder: Violence, Spectacle, and the American Action Movie que els dolents estaven basats en la intromissió dels Estats Units a Amèrica Central, sobretot en el cas Iran-Contra.
La Base de la Força Aèria de Kincheloe fou utilitzada per a la gravació. D'altres escenes foren gravades a l'Aeroport Regional del Comtat d'Alpena. La localitat fou escollida en part perquè calia que nevés, i els productors escolliren produir a Alpena. Tanmateix, a causa de la manca de neu natural durant aquells dies, calgué emprar neu artificial.

## Banda sonora
Michael Kamen, el compositor de la primera pel·lícula, també compongué la música de Die Hard 2. Kamen repetí diverses pistes musicals de la seva composició per a Die Hard (sobretot durant les seqüències d'acció), així com l'adaptació Finlàndia de Jean Sibelius. Els crèdits d'aquesta pel·lícula comencen amb la cançó de Nadal Let It Snow! Let It Snow! Let It Snow! de Vaughn Monroe, que era també la mateixa a Die Hard.
| Núm. | Títol                | Durada |
| ---- | -------------------- | ------ |
| 1.   | «Colonel Stuart»     | 1:28   |
| 2.   | «Baggage Handling»   | 3:45   |
| 3.   | «General Esperanza»  | 2:11   |
| 4.   | «The Annexe Skywalk» | 3:08   |
| 5.   | «The Church»         | 1:12   |
| 6.   | «The Doll»           | 3:48   |
| 7.   | «The Runway»         | 3:55   |
| 8.   | «In The Plane»       | 1:37   |
| 9.   | «Icicle»             | 2:53   |
| 10.  | «Snowmobiles»        | 2:40   |
| 11.  | «The Terminal»       | 6:08   |
| 12.  | «Finlàndia»          | 7:29   |

## Curiositats
- Es pot apreciar la bandera de Bolívia en un costat de l'avió que porta el general Esperanza, qui és un personatge basat en el dictador panameny Manuel Antonio Noriega, el qual es lliurà a l'exèrcit estatunidenc el 1990, el mateix any en què s'estrenà la pel·lícula.
- S'observa que l'encenedor que utilitza McClane per cremar el combusitble de l'avió és el mateix que agafa un dels terroristes de Hans Gruber a la pel·lícula anterior.
- Quan l'hostessa de l'avió en què viatja la dona de McClane posa el projector amb la televisió local per distreure els passatgers, pot veure-s'hi l'episodi There's No Disgrace Like Home d'Els Simpson.

## Seqüeles
- Die Hard (1988)
- Die Hard: With a Vengeance (1995)
- Live Free or Die Hard (2007)
- A Good Day to Die Hard (2013)